# Штепа Сергій Сергійович
Сергій Сергійович Штепа (нар. 30 квітня 1990, Запоріжжя) — український професійний фотограф, журналіст. Народний депутат України 9-го скликання. Член партії «Слуга народу».

## Життєпис

### Освіта
Закінчив Запорізький національний університет (спеціальність «Видавнича справа та редагування»). Отримав диплом з відзнакою.

### Трудова діяльність
Був позаштатним кореспондентом і фотографом у декількох друкованих виданнях, зокрема у журналі «Мой компьютер игровой». Організовував культурні заходи та фотовиставки, в тому числі благодійного спрямування. У квітні 2019 року провів чергову фотовиставку під назвою «Кольори життя», що викликала неабиякий резонанс і увагу з боку жителів міста та представників ЗМІ.
Мав власну фотошколу, навчав більш ніж 400 студентів, в тому числі з Польщі та Франції.

## Політична діяльність
Кандидат у народні депутати від партії «Слуга народу» на парламентських виборах 2019 р. (виборчий округ № 77, Шевченківський район, частина Олександрівського району м. Запоріжжя). На час виборів: тимчасово не працював, безпартійний. Переміг діючого депутата Вячеслава Богуслаєва.
Член Комітету Верховної Ради з питань свободи слова (серпень — вересень 2019), Голова підкомітету електронного врядування Комітету Верховної Ради України з питань цифрової трансформації (з 14 листопада 2019).
У листопаді 2019 року став автором законопроєкту № 2422 про внесення змін до Податкового кодексу України щодо звільнення від оподаткування депозитних вкладів населення. Це дасть можливість стимулювати залучення коштів від фізичних осіб до банківської системи України, підвищить доступність кредитування та заможність населення, сприятиме розвитку економіки країни в цілому.
У листопаді 2019 року підготував офіційне звернення на ім'я директора концерну «Укроборонпром» з приводу можливого зловживання службовим становищем з боку керівництва науково-виробничого комплексу «Іскра» та повідомив про випадки, коли працівникам заводу, що планували звернутись до народного депутата, чинили перепони й влаштовували обшуки.
22 Липня 2025 року проголосував за проєкт закону 12414, що обмежує Національне антикорупційне бюро України та Спеціалізовану антикорупційну прокуратуру. Закон викликав хвилю антикорупційних протестів.

## Критика
У 2022 році проголосував за містобудівну реформу, яка впроваджувалася в інтересах забудовників.